# 増善寺
増善寺（ぞうぜんじ）は静岡市葵区慈悲尾（しいのお）にある曹洞宗の寺院である。駿河三十三観音霊場第16番札所。駿河七観音第2番札所。天武天皇10年（681年）に法相宗の始祖道昭法師が開いた真言宗の寺で、「慈悲寺」と呼ばれていた。

## 沿革
明応9年（1500年）曹洞宗に関心の深かった駿河の国主で後に今川家中興の祖と呼ばれた今川氏親（今川家7代当主）は辰応性寅禅師（しんのうしょういんぜんじ）に帰依し性寅（しょういん）を開山として七堂伽藍を整えて、再興し、曹洞宗に改め、今川家官家増善寺となった。大永6年（1526年）6月23日、今川氏親が亡くなると、この寺で戦国大名史上、他に例のない大葬儀が営まれた。寺には、苔むした氏親の墓とともに460年前に造られた等身大の木像が安置されている。
寺宝として、今川家古文書をはじめ、徳川家康寄進の天目茶碗・扇・硯などがある。これらは静岡市文化財資料館（浅間神社境内）に展示されていた（2021年12月閉館）。
寺の裏山に南北朝期の安倍城跡がある。一大城砦網の拠点としての安倍城主狩野貞長との戦乱において多大な年月と戦乱の末、間もなく、今川家は根拠地を駿府に移し、守護大名として、東海に君臨するようになった。その後、度重なる内紛が起こり、その渦中で幼少を過ごした氏親にとって、安倍城をひかえた自然の要塞の地「慈悲尾」に今川家の菩提寺とし自らの安息の地を求めたのは決して偶然のことではない。

## 徳川家康と増善寺
徳川家康（竹千代）が、今川義元の人質時代に増善寺の等膳（とうぜん）和尚とは岡崎時代から顔見知りということもあり、人質の身をよく理解してくれた等膳和尚を募ってよくこのお寺を訪れたという。ある日のこと、竹千代が増善寺を訪れ参道で鳥を捕っていると、村人が竹千代に向かって「この寺は殺生禁断（せっしょうきんだん）の寺だ、殺生するとはけしからん」と言って罵ったという。
竹千代は等膳和尚にこのことを告げると、和尚からも「むやみに鳥類を殺生することは仏の道に背くもの」として説教されたという。この時に竹千代は、「自分は父親の葬儀にも墓参りもすることなく、駿府に人質に来たため1度だけでもいいから岡崎に墓参に行きたい」と告げたという。このことを聞いた和尚は竹千代のために密かに持舟の港から岡崎に連れて行き無事帰途に着いて墓参を実現したと寺の記録に記されている。
等膳和尚はこの縁によって可睡斎の住職となり、駿河・遠江領内の曹洞宗を統括する「僧録（そうろく）の位を得たという（「可睡斎（かすいさい）文書」）。

## 境内
桜の名所として有名で、春になると多くの人々が訪れる。

## 交通アクセス
- JR東海東海道本線静岡駅、静岡鉄道新静岡駅からバス20分
静鉄バス 千代慈悲尾線（2時間に1本程度、土曜・休日は運休）「128 内牧行」又は「129 西ケ谷総合運動場行」にて「慈悲尾南（しいのお みなみ）」下車徒歩15分